# Samir Naqqash
Samir Naqqash (Bagdad, 1938 - Petah Tikva, 6 juillet 2004) est un écrivain israélien d'expression arabe, Juif né en Irak. 

## Biographie
Samir Naqqash est né à Bagdad dans une famille aisée juive. Il commence à écrire à six ans et en 1951 à l'âge de treize ans, il émigre avec toute sa famille en Israël. Après la mort de son père, il vit dans plusieurs pays entre 1958 et 1962 avant de revenir en Israël où il exerça plusieurs métiers. Dans les années soixante-dix, il fut diplômé en littérature arabe à l'université hébraïque de Jérusalem. Il a écrit toute son œuvre en arabe.
S. Naqqash apparaît dans des films documentaires, Forget Baghdad: Jews and Arabs – The Iraqi Connection (en), 2002, film suisse réalisé par Samir centré sur les histoires de quatre écrivains d'origine juive babylonienne (irakienne), Shimon Ballas, Sami Michael, Samir Naqqash et Mousa Houry, et D'une langue à l'autre de Nurith Aviv

## Récompenses
Il fut le lauréat du Prix du premier ministre d'Israël pour la littérature arabe  à trois reprises, en 1981, pour Le jour où le monde a été conçu puis avorté, 1985 pour Quand les côtés du triangle tombent et 1988 pour l'ensemble de son oeuvre.

### Œuvres de l'auteur
Le dernier roman de l'auteur est disponible en français. Son œuvre importante, reste cependant peu traduite en français et comprend des pièces de théâtre, des recueils de nouvelles et un essai : 
- Samīr Naqqāsh. Shlomo le Kurde, moi et le temps , traduit de l'arabe (Shlomo el-kurdi, ana wazzaman, 2004) par Xavier Luffin, Galaade, 2014. "Shlomo est un vieil homme qui sent son heure arriver. Il revient alors sur son passé. Une vie faite de voyages et de rencontres. Il a parcouru le monde, tel un aventurier. Pourtant, ces voyages incessants font ressortir le sentiment d’être de partout, mais aussi de nulle part. À travers les mémoires de Shlomo, Samir Naqqash revient également sur l’histoire de l’Europe et du Proche-Orient, entre la Première Guerre mondiale et les années 1980[2]".
- Samīr Naqqāsh. Nzūla wa-Khayṭ al-Shayṭān, 1986, que Reuven Snir, historien de la littérature arabe, considère comme un des plus grands romans arabes[3]. Ce livre a été traduit vers la langue française par Ahmed Gasmi sous le titre "Locataire des toiles d'araignée".
- Samīr Naqqāsh. Anā wa-hāʼulāʼ wa-al-fiṣām : majmūʻat qiṣaṣ ʻIrāqīyah, 1978 ("Moi, eux et la schizophrénie, recueil d'histoires irakiennes")
- Samīr Naqqāsh. ʻIndamā tasquṭ aḍlāʻ al-muthallathāt, 1984. ("Quand tombent les trois côtés du triangle, essai")
- Samīr Naqqāsh. Fūwah yā dam! : nūbīlā ʻIrāqīyah, 1987
- Samīr Naqqāsh. Al-Maqrūrūn : masraḥīyah, Tel Aviv, 1990 ("Les Joyeux drilles, pièce de théâtre").

Voir un extrait d'une nouvelle, "Les organes génitaux des anges", The Angels' Genitalia, traduit en anglais ici : http://acc.teachmideast.org/texts.php?module_id=7&reading_id=310&sequence=2
Naguib Mahfouz, écrivain égyptien, prix Nobel de littérature, a fait l'éloge de l'œuvre de S. Naqqash.
S. Naqqash a traduit de l'hébreu vers l'arabe des romans de Sami Michael, (Victoria, Le Caire, 1995) et de Shimon Ballas (Les Présages de l'automne, Cologne, 1997).